# Giovanni Antonio Magini
Giovanni Antonio Magini (en Latín, Maginus) nacido el 13 de junio de 1555 y fallecido el 11 de febrero de 1617, fue un astrónomo, astrólogo, cartógrafo y matemático italiano. Famoso especialmente por ser el primer matemático en utilizar los números decimales.

## Biografía

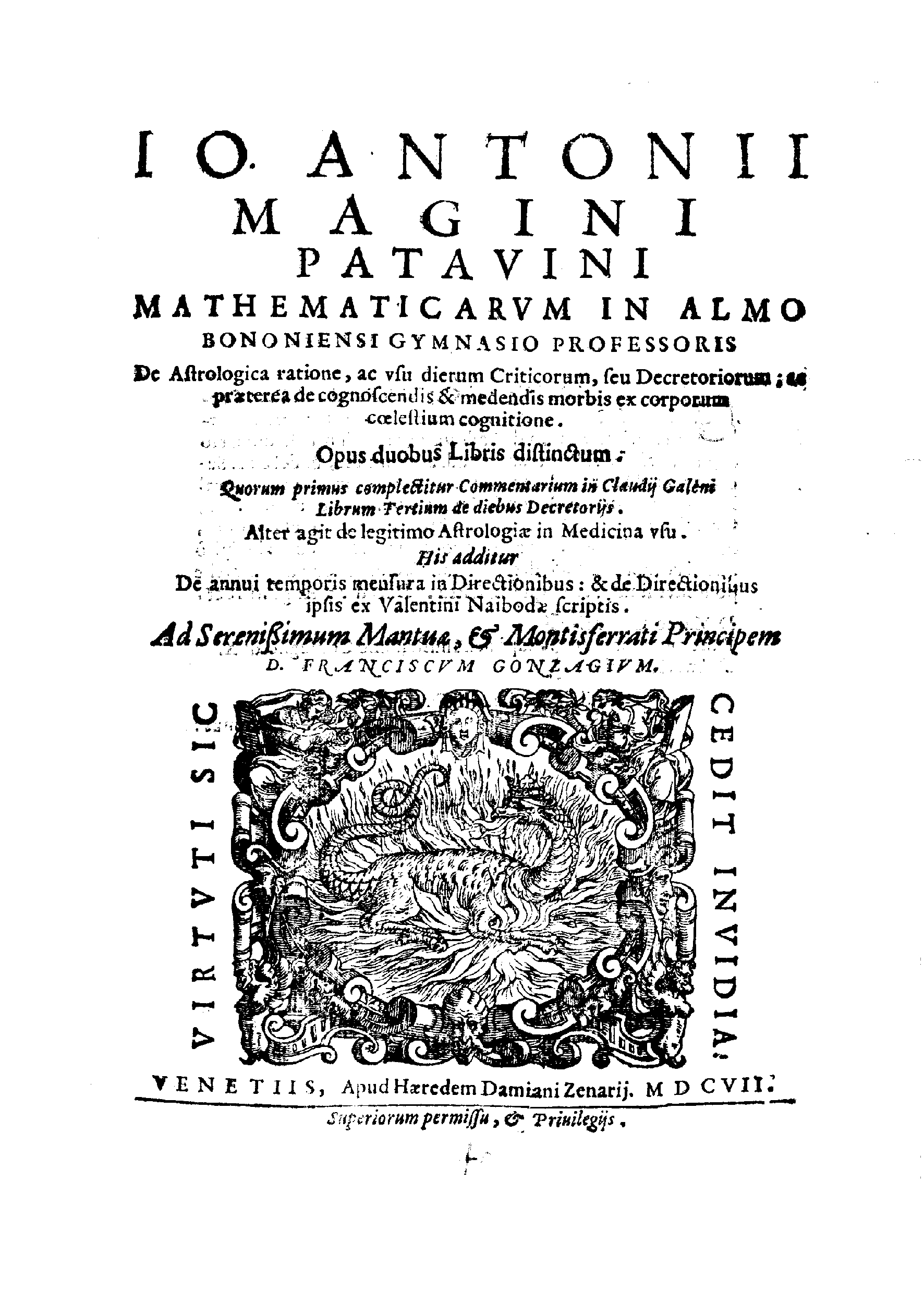
De astrologica ratione, 1607

Nació en Padua y completó sus estudios de filosofía en la universidad de Bolonia en 1579. Su padre fue Pascual Magini, un ciudadano de Padua. Se dedicó principalmente a la astronomía publicando en 1582 Ephemerides coelestium motuum, traducido al italiano al año siguiente.
En 1588 fue elegido por Galileo para ocupar la silla de Matemáticas de la Universidad de Bolonia después de la muerte de Ignacio Danti. Magini fue partidario del sistema geocéntrico en lugar del heliocéntrica de Copérnico. Magnini desarrolló su propio sistema planetario, que consistía en once esferas rotativas que se describe en Novæ cœlestium orbium theoricæ congruentes cum observationibus N. Copernici (Venecia, 1589). 
En su De Planis Triangulis (1592), describió el uso del cuadrante en medición y astronomía. En 1592 Magini publicó Tabula tetragonica, y en 1606 diseñó unas exactas tablas trigonométricas. También trabajó en la geometría de las esferas y en aplicaciones de la trigonometría, para las que inventó el sistema de cálculo. También trabajó en problemas de espejos y publicó la teoría de los espejos esféricos cóncavos.
También publicó comentarios de la obra de Tolomeo Geographia (Colonia, 1596).
Como cartógrafo, trabajó en un atlas sobre Italia que fue impreso tras la muerte de Magini por su hijo en 1620. Intentó incluir el mapa de toda las regiones italianas con todas las nomenclaturas y notas históricas, probablemente fue un proyecto mayor pero otros trabajos le impidieron a Magini terminarlo. Entre estos trabajos estuvo ser el tutor de matemáticas de Vincenzo I de Gonzaga, Duque de Mantua. También sirvió en su corte como astrólogo. El atlas que estaba dedicado al duque de Mantua, también fue financiado por los gobernadores de Mesina y de Génova. Magnini fue más bien un director del proyecto, ya que ninguno de los mapas fue dibujado directamente por él. 
También estuvo interesado en el estudio de las pseudociencias. Fue un gran partidario de la astrología, defendiendo su uso en la medicina en su obra De astrológica ratione (Venecia, 1607). También estuvo muy interesado en la metafísica
Tuvo correspondencia con Tycho Brahe, Clavius, Abraham Ortelius, y Johannes Kepler. Su correspondencia fue editada en 1886 por Antonio Favaro. 
Falleció en Bolonia en 1617.
Un cráter de la Luna lleva su nombre.

## Eponimia
- El cráter lunar Maginus lleva este nombre en su memoria.[1]